# Wstrząs kardiogenny
Wstrząs kardiogenny to zespół objawów związany z niedokrwieniem lub niedotlenieniem narządów i tkanek, powstający wskutek obniżenia rzutu serca spowodowanego ciężką jego dysfunkcją, zazwyczaj skojarzony z hipowolemią i oligurią.

## Przyczyny
- zawał mięśnia sercowego
- niewydolność serca
- tamponada serca
- urazowe obrażenie serca
- zmniejszenie wyrzutu lewej komory spowodowane przez:
  - pęknięcie przegrody międzykomorowej
  - ostrą niewydolność zastawki mitralnej lub zastawek półksiężycowatych aorty
  - tętniak lewej komory
- kardiomiopatia
- zapalenie mięśnia sercowego
- odrzucenie przeszczepu serca
- przedawkowanie lub zatrucie lekami

## Objawy
- zimna, pokryta potem, blada skóra
- zaburzenia świadomości
- obniżenie temperatury ciała
- oddech szybki i głęboki, spłycający się
- oliguria
- tętno szybkie i słabe
- spadek ciśnienia tętniczego